# Boylston (New York)
Boylston è un comune degli Stati Uniti d'America, situato nello Stato di New York, nella contea di Oswego.